# Aglenus brunneus
Aglenus brunneus és una espècie de coleòpter de la família Salpingidae. Es troba a Europa i (EUA).